# Liste der Straßen in Hamburg-Neuenfelde

Lage von Hamburg-Neuenfelde in Hamburg und im Bezirk Harburg (hellrot)

Die Liste der Straßen in Hamburg-Neuenfelde ist eine Übersicht der im Hamburger Stadtteil Neuenfelde vorhandenen Straßen. Sie ist Teil der Liste der Verkehrsflächen in Hamburg.

## Überblick
In Neuenfelde (Ortsteilnummer 717) leben 5228 Einwohner (Stand: 31. Dezember 2023) auf 15,6 km². Neuenfelde liegt im Postleitzahlenbereich 21129.
In Neuenfelde gibt es 36 benannte Verkehrsflächen, darunter ein Sperrwerk.
Im Westen des Stadtteils liegt eine kleine Motivgruppe mit Straßen, die nach Schiffstypen benannt sind: Briggweg, Ewerstieg, Klipperweg, Koggenweg, Kutterweg.

## Übersicht der Straßen
Die nachfolgende Tabelle gibt eine Übersicht über alle benannten Verkehrsflächen – Straßen, Plätze und Brücken – im Stadtteil sowie einige dazugehörige Informationen. Im Einzelnen sind dies:
- Name/Lage: aktuelle Bezeichnung der Straße, des Platzes oder der Brücke. Über den Link (Lage) kann die Straße, der Platz oder die Brücke auf verschiedenen Kartendiensten angezeigt werden. Die Geoposition gibt dabei ungefähr die Mitte an. Bei längeren Straßen, die durch zwei oder mehr Stadtteile führen, kann es daher sein, dass die Koordinate in einem anderen Stadtteil liegt.
- Straßenschlüssel: amtlicher Straßenschlüssel, bestehend aus einem Buchstaben (Anfangsbuchstabe der Straße, des Platzes oder der Brücke) und einer dreistelligen Nummer.
- Länge/Maße in Metern:

Hinweis: Die in der Übersicht enthaltenen Längenangaben sind nach mathematischen Regeln auf- oder abgerundete Übersichtswerte, die im Digitalen Atlas Nord mit dem dortigen Maßstab ermittelt wurden. Sie dienen eher Vergleichszwecken und werden, sofern amtliche Werte bekannt sind, ausgetauscht und gesondert gekennzeichnet.
Bei Plätzen sind die Maße in der Form a × b bei rechteckigen Anlagen oder a × b × c bei dreiecksförmigen Anlagen mit a als längster Kante dargestellt.
Der Zusatz (im Stadtteil) gibt an, wie lang die Straße innerhalb des Stadtteils ist, sofern sie durch mehrere Stadtteile verläuft.
- Namensherkunft: Ursprung oder Bezug des Namens.
- Datum der Benennung: Jahr der offiziellen Benennung oder der Ersterwähnung eines Namens, bei Unsicherheiten auch die Angabe eines Zeitraums.
- Anmerkungen: Weitere Informationen bezüglich anliegender Institutionen, der Geschichte der Straße, historischer Bezeichnungen, Baudenkmale usw.
- Bild: Foto der Straße oder eines anliegenden Objektes.

| Name/Lage                      | Straßen- schlüssel | Länge/Maße (in Metern) | Namensherkunft                                                                                          | Datum der Benennung | Anmerkungen                                             | Bild                    |
| ------------------------------ | ------------------ | ---------------------- | --- | ------------------- | ------------------------------------------------------- | ----------------------- |
| Alter Fährweg (Lage)           | A149               | 0110                   | nach der früheren Funktion zu einer nicht mehr existierenden Fährstelle führend                         | 1966                |                                                         | Alter Fährweg           |
| Altes Estesperrwerk (Lage)     | –                  | 0010 (im Stadtteil)    | nach Lage und Funktion                                                                                  | 1966                | westlicher Teil in Cranz                                | Altes Estesperrwerk     |
| Am Alten Estesperrwerk (Lage)  | A180               | 0165 (im Stadtteil)    | nach der Lage am Alten Estesperrwerk                                                                    | 1966                | Fußweg; westlicher Teil ab Mitte der Este in Cranz      | Am Alten Estesperrwerk  |
| Am Rosengarten (Lage)          | A714               | 1680                   | nach einer Flurbezeichnung                                                                              | 2007                |                                                         | Am Rosengarten          |
| An der Alten Süderelbe (Lage)  | A735               | 1000 (im Stadtteil)    | nach dem (zeitweiligen) Verlauf an der Alten Süderelbe                                                  | 2013                | östlicher Teil zunächst in Francop, dann in Altenwerder | An der Alten Süderelbe  |
| Arp-Schnitger-Stieg (Lage)     | A477               | 0815                   | Arp Schnitger (1648–1719), Orgelbauer                                                                   | 1948                |                                                         | Arp-Schnitger-Stieg     |
| Briggweg (Lage)                | B817               | 0080                   | nach dem Schiffstyp                                                                                     | 1980                | Motivgruppe „Schiffstypen“                              | Briggweg                |
| Domänenweg (Lage)              | D141               | 0730                   | nach der ehemaligen Staatsdomäne Seehof                                                                 | 1943                |                                                         | Domänenweg              |
| Ewerstieg (Lage)               | E293               | 0035                   | nach dem Schiffstyp                                                                                     | 1980                | Motivgruppe „Schiffstypen“                              | Ewerstieg               |
| Fleetdamm (Lage)               | F147               | 0840                   | nach der Lage am Neuenfelder Schleusenfleet                                                             | 1943                |                                                         | Fleetdamm               |
| Hasselwerder Straße (Lage)     | H179               | 2490                   | Neuenfelder Ortsteil Hasselwerder, 1059 erstmals urkundlich erwähnt                                     | 1943                |                                                         | Hasselwerder Straße     |
| Im Alten Nincop (Lage)         | I026               | 0490                   | nach einer ortsüblichen Bezeichnung für den Mittelpunkt der früheren Gemeinde Nincop                    | 1956                |                                                         | Im Alten Nincop         |
| Klipperweg (Lage)              | K577               | 0075                   | nach dem Schiffstyp                                                                                     | 1980                | Motivgruppe „Schiffstypen“                              | Klipperweg              |
| Koggenweg (Lage)               | K578               | 0145                   | nach dem Schiffstyp                                                                                     | 1980                | Motivgruppe „Schiffstypen“                              | Koggenweg               |
| Kutterweg (Lage)               | K579               | 0120                   | nach dem Schiffstyp                                                                                     | 1980                | Motivgruppe „Schiffstypen“                              | Kutterweg               |
| Liedenkummer Bogen (Lage)      | L169               | 0340                   | nach einer Flurbezeichnung                                                                              | 1957                |                                                         | Liedenkummer Bogen      |
| Marschkamper Deich (Lage)      | M067               | 0890                   | nach einer Flurbezeichnung                                                                              | 1938                |                                                         | Marschkamper Deich      |
| Neß-Hauptdeich (Lage)          | N197               | 0400 (im Stadtteil)    | nach der Lage am Neß, dem nordwestlichen Teil von Finkenwerder                                          | 1969                | östlicher Teil in Finkenwerder                          | Neß-Hauptdeich          |
| Neuenfelder Damm (Lage)        | N201               | 0465                   | nach der Lage im Stadtteil                                                                              | 1972                |                                                         | Neuenfelder Damm        |
| Neuenfelder Fährdeich (Lage)   | N053               | 3200                   | nach Lage und Funktion im Stadtteil                                                                     | 1943                |                                                         | Neuenfelder Fährdeich   |
| Neuenfelder Hauptdeich (Lage)  | N187               | 1440                   | nach Lage und Funktion im Stadtteil                                                                     | 1969                |                                                         | Neuenfelder Hauptdeich  |
| Neuenfelder Hinterdeich (Lage) | N054               | 3350 (im Stadtteil)    | nach Lage und Funktion im Stadtteil                                                                     | 1948                | kurzer östlicher Teil in Francop                        | Neuenfelder Hinterdeich |
| Neuer Fährweg (Lage)           | N188               | 0435                   | nach einer ortsüblichen Bezeichnung aufgrund der Funktion zum Anleger der Fähre Este-Blankenese führend | 1969                |                                                         | Neuer Fährweg           |
| Nincoper Deich (Lage)          | N127               | 1890                   | nach Lage und Funktion in der ehemaligen Gemeinde Nincop                                                | 1938                |                                                         | Nincoper Deich          |
| Nincoper Moorweg (Lage)        | N128               | 2270                   | nach der Lage in der ehemaligen Gemeinde Nincop                                                         | 1948                |                                                         | Nincoper Moorweg        |
| Nincoper Ort (Lage)            | N129               | 0225                   | nach einer alten Ortsbezeichnung                                                                        | 1948                |                                                         | Nincoper Ort            |
| Nincoper Straße (Lage)         | N130               | 3630                   | nach der Funktion als Straße von Nincop nach Neuenfelde                                                 | 1943                |                                                         | Nincoper Straße         |
| Organistenweg (Lage)           | O114               | 0305                   | in Anlehnung an den Orgelbauer und Organisten Arp Schnitger                                             | 1943                |                                                         | Organistenweg           |
| Rosengarten (Lage)             | R284               | 0760                   | nach einer Flurbezeichnung                                                                              | 1938                |                                                         | Rosengarten             |
| Seehof (Lage)                  | S378               | 0300                   | nach der ehemaligen Staatsdomäne Seehof                                                                 | 1943                |                                                         | Seehof                  |
| Seehofring (Lage)              | S380               | 0805                   | nach der ehemaligen Staatsdomäne Seehof                                                                 | 1963                |                                                         | Seehofring              |
| Seehofweg (Lage)               | S381               | 0420                   | nach der ehemaligen Staatsdomäne Seehof                                                                 | 1963                |                                                         | Seehofweg               |
| Stellmacherstraße (Lage)       | S670               | 0900                   | nach der dort ansässigen Zunft der Stellmacher                                                          | 1950                |                                                         | Stellmacherstraße       |
| Tiefenstraße (Lage)            | T085               | 0210                   | nach der tiefen Lage im Stadtteil                                                                       | 1938                |                                                         | Tiefenstraße            |
| Urenfleet (Lage)               | U051               | 0610                   | nach einem im 14. Jahrhundert hier gelegenen gleichnamigen Ort                                          | 1973                |                                                         | Urenfleet               |
| Vierzigstücken (Lage)          | V045               | 0805 (im Stadtteil)    | nach einer ortsüblichen Bezeichnung, die auf 40 Äcker hinweist                                          | 1948                | östlicher Teil in Francop                               | Vierzigstücken          |